# Jack Starrett
Pour les articles homonymes, voir Starrett.
Jack Starrett, né le 2 novembre 1936 à Refugio (Texas) et mort le 27 mars 1989 à Sherman Oaks (Los Angeles, Californie), est un acteur et réalisateur américain.
On lui doit notamment certains films de bikesploitation et de blaxploitation. Il est aussi connu au cinéma pour avoir incarné le sergent « Art » Galt dans le film Rambo (1982) de Ted Kotcheff.

## Biographie
Fils d'un exploitant de pétrole, il fait ses débuts dans ce secteur avant de partir à Hollywood. Il obtient des petits rôles dans différents films d'exploitation, avant de réaliser un premier western à très petit budget, Le Dernier des apaches, qui ne sortira qu'après les succès de L'Échappée sauvage et Les Machines du diable, tous les deux tourné avec l'acteur William Smith. Il réalise en 1971 le huis-clos L'Étrange Vengeance de Rosalie avant de tourner deux films de Blaxploitation, Massacre et Dynamite Jones, et de collaborer avec Terrence Malick qui coécrit The Gravy Train, resté inédit en France.
Il tourne en 1975 le film culte Course contre l'enfer, avec Peter Fonda et Warren Oates dans les rôles principaux. Comme souvent, Jack Starrett joue un petit rôle en tant qu'acteur dans ses films. C'est également le cas dans son road movie La Vengeance aux tripes. Il réalise ensuite Hollywood Man, un film sur le cinéma mettant en scène un réalisateur de films de Bikesploitation en difficulté, joué à nouveau par WIlliam Smith.
Jack Starrett tournera par la suite des téléfilms et des épisodes de série, notamment pour La Planète des singes, Starsky & Hutch et Shérif, fais-moi peur !, tout en jouant également quelques rôles en tant qu'acteur dans d'autres films, comme Rambo de Ted Kotcheff, The Rose et La Rivière de Mark Rydell.
Il meurt d'une insuffisance hépatique en 1989 à 52 ans.

## Filmographie partielle

### Comme acteur
- 1961 : Tel père, tel fils (Like Father, Like Son) de Tom Laughlin
- 1967 : Le retour des anges de l'enfer (Hells Angels on Wheels) de Richard Rush
- 1967 : Le crédo de la violence (The Born Losers) de Tom Laughlin
- 1968 : Angels from Hell de Bruce Kessler
- 1969 : Le Piège à pédales (The Gay Deceivers) de Bruce Kessler
- 1970 : The Girls from Thunder Strip de David L. Hewitt
- 1970 : Les Machines du diable (The Losers) de Jack Starrett
- 1970 : Le dernier des Apaches (Cry Blood, Apache) de Jack Starrett
- 1973 : Kid Blue de James Frawley
- 1974 : Le shérif est en prison (Blazing Saddles) de Mel Brooks
- 1974 : The Gravy Train (The Dion Brothers) de Jack Starrett
- 1975 : Course contre l'enfer (Race with the Devil) de Jack Starrett
- 1976 : La Vengeance aux tripes (A Small Town in Texas) de Jack Starrett
- 1979 : The Rose de Mark Rydell
- 1982 : Rambo de Ted Kotcheff
- 1983 : Grizzly 2 - The Concert de André Szöts
- 1984 : La Rivière (The River) de Mark Rydell
- 1987 : Mon père c'est moi (Like Father Like Son) de Rod Daniel
- 1988 : Death Chase de David A. Prior
- 1988 : Brothers in Arms de George Bloom
- 1989 : Family Reunion de Michael Hawes
- 1989 : Nightwish de Bruce R. Cook
- 1990 : Hollywood Heartbreak de Lance Dickson

### Comme réalisateur
- 1969 : La Cavale infernale (Run, Angel, Run!)
- 1969 : House of Zodiac
- 1970 : Les Machines du diable (The Losers)
- 1970 : Le Dernier des Apaches (Cry Blood, Apache)
- 1972 : L'Étrange vengeance de Rosalie (The Strange Vengeance of Rosalie)
- 1972 : Massacre (Slaughter)
- 1973 : Dynamite Jones (Cleopatra Jones)
- 1974 : The Gravy Train (The Dion Brothers)
- 1975 : Course contre l'enfer (Race with the Devil)
- 1975 : The New Spartans
- 1976 : La Vengeance aux tripes (A Small Town in Texas)
- 1976 : Hollywood Man (Stoker)
- 1977 : Justice sauvage 3 (Final Chapter : Walking Tall)
- 1982 : Vire ta graisse ! (Kiss my grits)